# Kit euro de démarrage

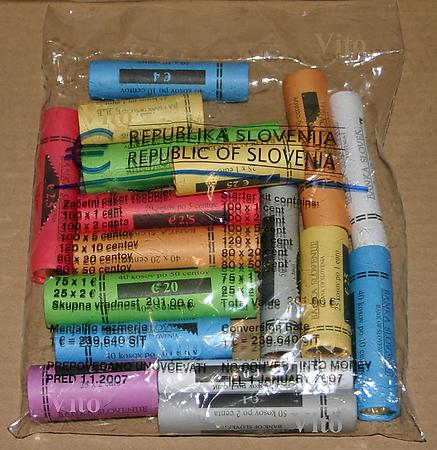
Kit de démarrage professionnel pour la Slovénie.

Les kits euro de démarrage sont les sachets scellés contenant les huit différents types de pièces d’euro. L’objectif principal de ces kits est de familiariser les citoyens de la nation qui va rejoindre la zone euro avec la nouvelle monnaie. Le second objectif est de remplir les caisses enregistreuses bien en amont du jour officiel de passage à l’euro. Généralement, ces kits sont disponibles auprès des banques locales quelques semaines avant le passage à l'euro.
Il y a principalement deux types de kits de démarrage ; les kits professionnels et les kits de démarrage pour le grand public. La différence réside dans le nombre de pièces par sachet. Les kits professionnels sont destinés aux entreprises, ils contiennent environ 100 euros ou plus de pièces de monnaie et sont normalement contenues en rouleaux, tandis que, les kits de démarrage grand public sont destinées aux particuliers et ont en général un petit volume de pièces de monnaie,.

## France

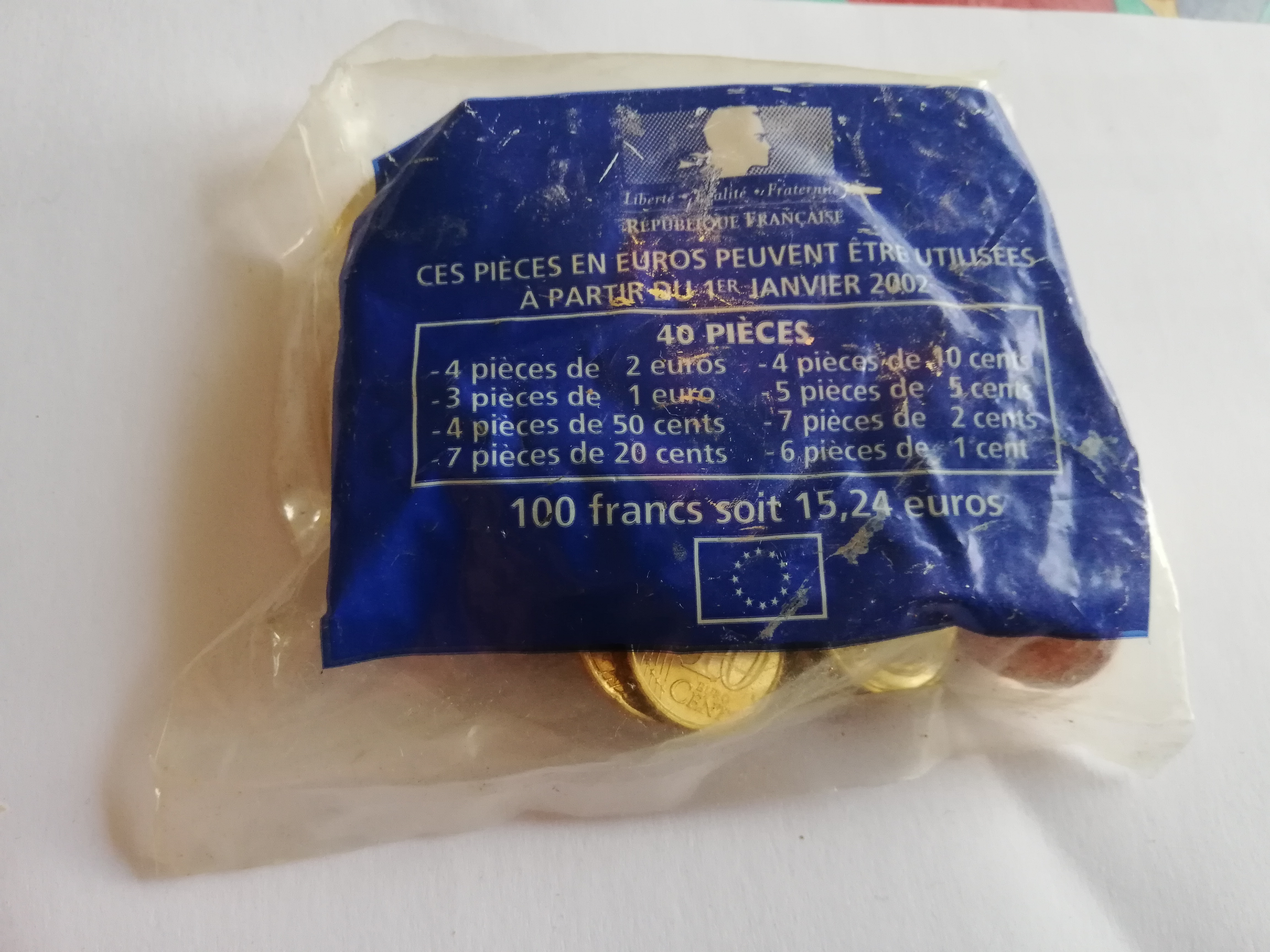
Kit français

La France est non seulement un des pays fondateurs de l'Union européenne, mais aussi un des premiers pays à adopter l'euro. Les kits de démarrage d'euros étaient disponibles pour le public à partir du 14 décembre 2001. Le prix nominal de ces kits était de 100 francs français ce qui équivaut à 15,24 €. Ces kits contiennent des pièces de monnaie frappées en 1999, 2000 et 2001.
| Kit de démarrage              | 2 €      | 1 €      | 0,5 €    | 0,2 €    | 0,1 €    | 0,05 €   | 0,02 €   | 0,01 €   | Valeur totale | Date d’émission | Quantité   |
| ----------------------------- | -------- | -------- | -------- | -------- | -------- | -------- | -------- | -------- | ------------- | --------------- | ---------- |
| Kit de démarrage grand public | 4 pièces | 3 pièces | 4 pièces | 7 pièces | 4 pièces | 5 pièces | 7 pièces | 6 pièces | 15,25 €       | 14/12/2001      | 53 000 000 |

En 2021, la Monnaie de Paris a réémis un starter kit à l'occasion des 20 ans de son émission ainsi que des pièces de collection.

## Détail des kits par pays

### Kit de démarrage grand public

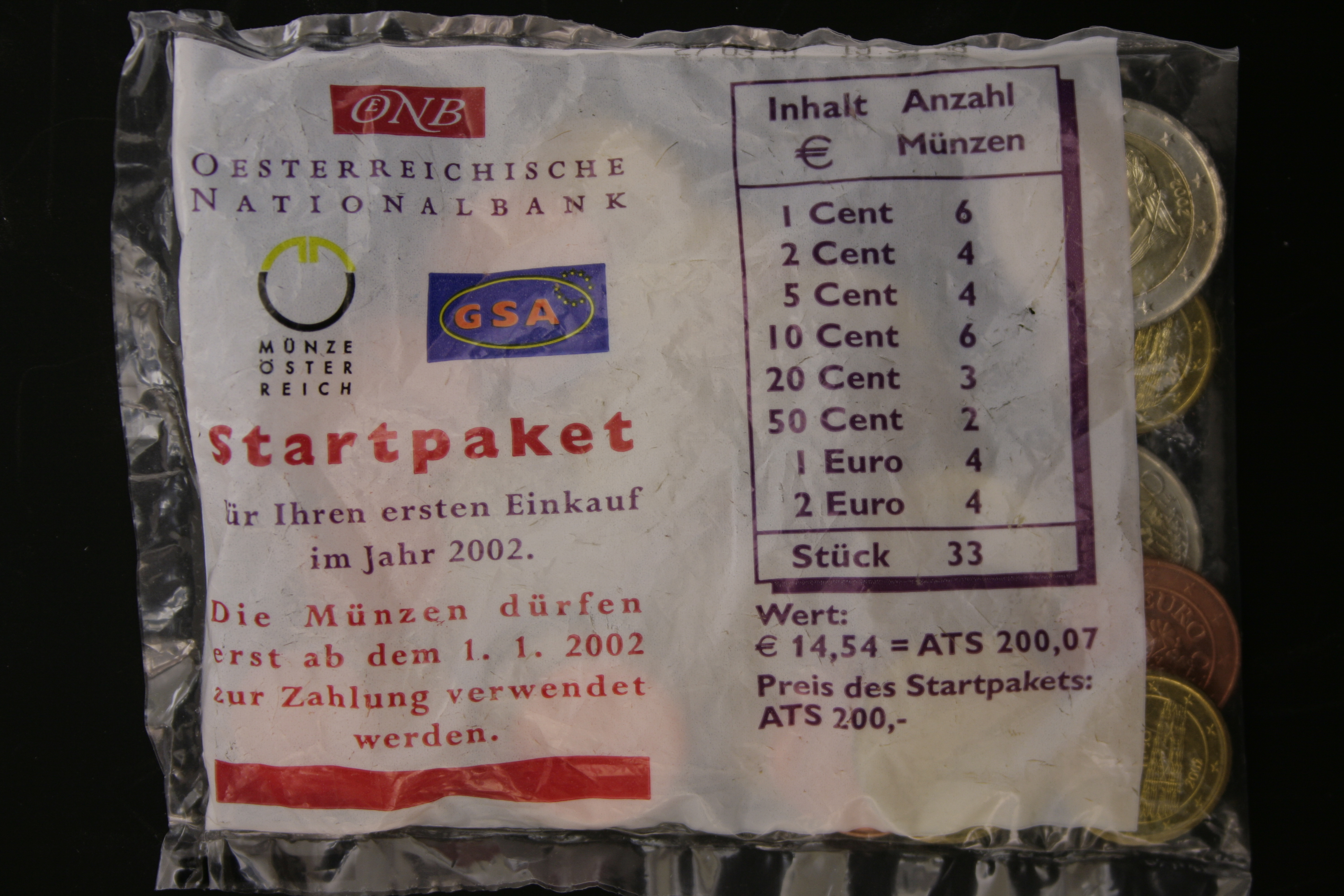
Kit autrichien

| Pays       | Année d'émission | Pièces | 2 € | 1 € | 0,5 € | 0,2 € | 0,1 € | 0,05 € | 0,02 € | 0,01 € | Valeur nominale | Valeur nominale | Quantité   |
| ---------- | ---------------- | ------ | --- | --- | ----- | ----- | ----- | ------ | ------ | ------ | --------------- | --------------- | ---------- |
| Allemagne  | 2001             | 20     | 2   | 3   | 4     | 4     | 3     | 2      | 1      | 1      | 10,23 €         | 20 DEM          | 53 542 150 |
| Andorre    | 2013             | 8      | 1   | 1   | 1     | 1     | 1     | 1      | 1      | 1      | 3,88 €          | -               |            |
| Autriche   | 2001             | 33     | 4   | 4   | 2     | 3     | 6     | 4      | 4      | 6      | 14,54 €         | 200 ATS         | 6 000 000  |
| Belgique   | 2001             | 29     | 2   | 5   | 4     | 3     | 5     | 4      | 4      | 2      | 12,40 €         | 500 BEF         | 5 300 000  |
| Chypre     | 2007             | 47     | 3   | 5   | 7     | 8     | 5     | 6      | 6      | 7      | 17,09 €         | 10 CYP          | 250 000    |
| Croatie    | 2022             | -      | -   | -   | -     | -     | -     | -      | -      | -      | €               | - HRK           |            |
| Espagne    | 2001             | 43     | 2   | 2   | 7     | 7     | 6     | 6      | 9      | 4      | 12,02 €         | 2000 ESP        | 23 000 000 |
| Estonie    | 2010             | 42     | 2   | 4   | 5     | 6     | 6     | 6      | 6      | 7      | 12,79 €         | 200 EEK         | 700 000    |
| Finlande   | 2001             | 8      | 1   | 1   | 1     | 1     | 1     | 1      | 1      | 1      | 3,88 €          | 23 FIM          | 500 000    |
| France     | 2001             | 40     | 4   | 3   | 4     | 7     | 4     | 5      | 7      | 6      | 15,25 €         | 100 FRF         | 53 000 000 |
| Grèce      | 2001             | 45     | 2   | 5   | 6     | 7     | 8     | 6      | 6      | 5      | 14,67 €         | 5000 GRD        | 3 000 000  |
| Irlande    | 2001             | 19     | 1   | 2   | 2     | 4     | 4     | 2      | 1      | 3      | 6,35 €          | 5 IEP           | 750 000    |
| Italie     | 2001             | 53     | 2   | 4   | 5     | 5     | 6     | 10     | 10     | 11     | 12,91 €         | 25000 ITL       | 30 000 000 |
| Lettonie   | 2013             | 45     | 2   | 4   | 7     | 8     | 7     | 5      | 6      | 6      | 14,23 €         | 10 LVL          | 800 000    |
| Lituanie   | 2014             | 23     | 3   | 3   | 3     | 3     | 3     | 2      | 3      | 3      | 11,59 €         | 40 LTL          | 900 000    |
| Luxembourg | 2001             | 29     | 2   | 5   | 4     | 3     | 5     | 4      | 4      | 2      | 12,40 €         | 500 LUF         | 700 000    |
| Malte      | 2007             | 34     | 2   | 3   | 5     | 6     | 6     | 5      | 3      | 4      | 11,65 €         | 5 MTL           | 330 000    |
| Monaco     | 2001             | 40     | 4   | 3   | 4     | 7     | 4     | 5      | 7      | 6      | 15,25 €         | 100 FRF         | 51 200     |
| Pays-Bas   |                  | 8      | 1   | 1   | 1     | 1     | 1     | 1      | 1      | 1      | 3,88 €          | Gratuit         | 16 000 000 |
| Pays-Bas   | 2001             | 32     | 2   | 3   | 5     | 5     | 5     | 5      | 3      | 4      | 11,35 €         | 25 NLG          | 8 800 000  |
| Portugal   | 2001             | 34     | 2   | 2   | 4     | 5     | 6     | 5      | 5      | 5      | 10,00 €         | 2005 PTE        | 1 000 000  |
| Slovaquie  | 2008             | 45     | 2   | 6   | 8     | 8     | 6     | 5      | 5      | 5      | 16,60 €         | 500 SKK         | 1 200 000  |
| Slovénie   | 2006             | 44     | 2   | 4   | 4     | 7     | 6     | 6      | 7      | 8      | 12,52 €         | 3000 SIT        | 450 000    |
| Vatican    | 2002             | 8      | 1   | 1   | 1     | 1     | 1     | 1      | 1      | 1      | 3,88 €          | Gratuit         | 1 000      |
| Vatican    | 2008             | 8      | 1   | 1   | 1     | 1     | 1     | 1      | 1      | 1      | 3,88 €          | Gratuit         | 6 400      |